# Perfet d'indicatiu (català)
El perfet d'indicatiu (abans pretèrit indefinit) en català és un temps verbal que expressa una acció puntual que ha tingut lloc i ha acabat en un passat recent. Es contraposa al seu homòleg en subjuntiu en el fet que l'indicatiu expressa una acció certa, factual, mentre que el subjuntiu expressa una acció esdevinguda en el passat. Per aquest motiu el perfet d'indicatiu es fa servir per a expressar accions que han tingut lloc i que obligatòriament han acabat.
Per a concretar-ho, és d'ús comú la utilització d'un fris cronològic entre el present, passat i futur. Dins d'aquest fris, el perfet d'indicatiu se situa en el passat immediat, en l'espai de temps d'allò que ha passat avui mateix, és a dir, sense significar o enviar cap a una acció passada ja fa temps, pròpia del perifràstic.

## Els valors del perfet
En la seua forma original, el perfet d'indicatiu indica el punt final d'una acció acomplida recentment, expressant que a l'hora en què hom parla l'acció o esdeveniment ja ha passat, sigui quin sigui el moment en què va tenir lloc, ja que és el locutor qui decideix precisar-ho.
He acabat els deures aquest matí.
Mite, ja ha arribat!
La Txell ha visitat el seu avi a l'hospital
Així, de manera original, aquest present acomplit recentment envia cap a una acció que no s'allunya més enllà d'avui. Cas contrari, es faria servir el perifràstic.
He menjat trinxat per dinar. (dinar; perfet)
Vaig menjar un trinxat ahir al vespre. (al vespre; perifràstic)
Tot i això, l'interlocutor és qui decideix si dona més llunyania o no a l'acció; pot no precisar-la i deixar-la en suspens.
He menjat trinxat. (quan? ahir, avui, al matí, etc)
He visitat el meu avi a l'hospital. (quan? ahir, avui, al matí, etc)
L'interlocutor, però, té clar que aquesta llunyania és recent i no s'ha produït més enllà d'un passat simple. Per aquest motiu hem de dir que el perfet és un temps que serveix per a expressar una idea produïda i acabada en un present recent. Aquest valor és el que duu la premsa a utilitzar el perfet per a les notícies.
Han viscut molt de temps a Transnistria. (exemple de perfet)
Un terratrèmol ha fet una desena de ferits al Japó la nit passada. (exemple de notícia)
D'altra banda, el perfet d'indicatiu també pot expressar que una acció encara s'està produint, malgrat que això no signifiqui que vulguem donar-hi un valor progressiu (o continu), propi del gerundi.
Sempre m'han agradat molt els gats. (sempre, és a dir, abans, avui i ara)
Quant a l'arrel del seu valor, en tant que temps del mode indicatiu, compost del present, el perfet de l'indicatiu es fa servir com a present de veritat general, és a dir, expressar una acció verídica ocorreguda en un present recent.
He caigut a terra perquè el terra estava mullat (és una realitat, no un desig)
Utilitzat amb un verb d'estat i/o amb un gerundi, però, expressa una acció que va començar en un passat (no precisat però suposadament recent) i que continua tenint veracitat i continuïtat en el moment en què hom s'expressa.
He estat molt ocupat últimament. -> He estat ocupat
He estat estudiant totes les solucions possibles a aquest problema i no n'he trobat cap. -> He estat estudiant
Finalment, el perfet d'indicatiu pot no referir-se a cap acció passada, sinó a una d'imaginària, hipotètica, quan el locutor pretén esbrinar si la seva parella lingüística ha realitzat algun cop a la seva vida, és a dir, de forma genèrica, alguna acció. Aquest valor és el propi de les preguntes en perfet d'indicatiu.
Has estat mai a Hong Kong?

## Formació del Perfet

### Els pronoms personals
Els morfemes de persona són els que relacionen el verb amb una persona gramatical, generalment representada pels pronoms personals que l'acompanyen.
Ell canvia de texans tots els dies.
En català, els pronoms personals o morfemes de persona no són necessaris perquè la flexió verbal ja indica el gènere i el nombre. Per aquest motiu se solen elidir ben sovint, en llengua parlada com escrita. Tot i això, en cas de necessitar posar èmfasi o donar més rellevància a la persona gramatical, hom acostuma a no dispensar-los.
Jo toco el piano totes les tardes. -> Toco el piano totes les tardes. 
Ella té classes de piano totes les tardes. -> Té classes de piano totes les tardes.
Els pronoms personals en català són els següents:
| Pronom personal | Persona | Nombre   |
| --------------- | ------- | -------- |
| Jo              | 1a      | singular |
| Tu              | 2a      | singular |
| Ell / Ella      | 3a      | singular |
| Nosaltres       | 1a      | plural   |
| Vosaltres       | 2a      | plural   |
| Ells / Elles    | 3a      | plural   |

En particular, la segona persona, en català, posseeix tres graus de tractament els quals fan variar el verb. A la pràctica, és a dir, en llengua parlada, els tractaments no formals són d'ús molt recurrent i habitual mentre que es dona preferència a les formes formals en l'escrit. I encara dins la llengua escrita, s'acostuma a prioritza en administració les formes en vós perquè permet no distingir el gènere.
| Pronom personal | Verb                    | Exemple                                                         |
| --------------- | ----------------------- | --------------------------------------------------------------- |
| Tu              | 2a singular             | Portes un jersei nou!                                           |
| Vostè / Vostès  | 3a singular / 3a plural | Faci'm el favor... / Ens podrien confirmar la seua assistència? |
| Vós             | 2a plural               | Ompliu els requadres en blanc amb la forma correcta             |

### Les conjugacions
El català és una llengua flexionada de forma que els verbs presenten un lexema verbal (o arrel) que expressa el contingut lèxic del verb i es repeteix en totes les formes dels verbs regulars. Els morfemes verbals, en canvi, presenten variació, ja que expressen, en una mateixa desinència, el nombre, la persona, el temps i el mode.
| Verb        | Lexema verbal | Morfema verbal |
| ----------- | ------------- | -------------- |
| estudio     | estudi-       | -o             |
| descobreixo | descobr-      | -eixo          |
| perdo       | perd-         | -o             |

En conseqüència, els verbs es conjuguen en funció de les seves conjugacions o morfemes verbals d'arrel.
- Verbs acabats en -AR (1a conjugació)
- Verbs acabats en -ER o -RE (2a conjugació)
- Verbs acabats en -IR (3a conjugació)

Els verbs de la tercera conjugació poden ser purs o incoatius. Els verbs purs són els que segueixen el model regular de conjugació mentre que els incoatius afegeixen l'increment -eix o -ix segons la variant dialectal entre el lexema verbal i la terminació de la primera, segona, tercera persones del singular i la tercera del plural.
Obro la porta (pur)
Floreixen les flors del jardí (incoatiu)
Finalment, els verbs dur i dir són considerats verb de la segona conjugació, és a dir, es conjuguen segons el model regular de la segona conjugació, tot i presentar lexemes verbals irregulars.

### Construcció del Perfet

#### Conjugació regular
La construcció regular del perfet d'indicatiu es fa amb l'ajuda del verb haver que s'utilitza com a auxiliar. És a dir, és un verb ajuda que ens permet construir el valor que posseeix el Perfet. D'aquesta manera, es conjuga en primer lloc el verb haver al present de l'indicatiu. Tot seguit, s'afegeix a aquesta estructura el verb d'acció que es conjuga en participi passat.
| Persona      | Haver |   | Verb  |
| ------------ | ----- | - | ----- |
| Jo           | he    |   | jugat |
| Tu           | has   |   | jugat |
| Ell / Ella   | ha    | + | jugat |
| Nosaltres    | hem   |   | jugat |
| Vosaltres    | heu   |   | jugat |
| Ells / Elles | han   |   | jugat |

El resultat final dona la regularitat següent:
| Persona      | Jugar     | Perdre     | Servir     |
| ------------ | --------- | ---------- | ---------- |
| Jo           | he jugat  | he perdut  | he servit  |
| Tu           | has jugat | has perdut | has servit |
| Ell / Ella   | ha jugat  | ha perdut  | ha servit  |
| Nosaltres    | hem jugat | hen perdut | hen servit |
| Vosaltres    | heu jugat | heu perdut | heu servit |
| Ells / Elles | han jugat | han perdut | han servit |

A la variant dialectal septentrional del català s'empren els verbs anar, tornar, venir, ser, estar, néixer i romandre com a auxiliars. Això fa que frases com avui he anat a Perpinyà es transformin en avui soc anat a Perpinyà.

#### Conjugació irregular
La irregularitat pròpiament dita la presenta el participi passat malgrat que la conjugació del verb haver al Present de l'indicatiu ja és en ella mateixa irregular. La regularitat voldria que els verbs al participi passat seguissin aquesta norma:
- verbs acabats en -AR: -at, -ada, -ats, -ades
- verbs acabats en -RE o -ER: -ut, -uda, -uts, -udes
- verbs acabats en -IR: -it, -ida, -its, -ides

Però, malgrat la norma, alguns participis passats són irregulars.
- alguns verbs formen el participi passat en -ès (promès, entès, etc)
- alguns verbs formen el participi passat alterant el morfema (tingut, vingudes, venut, etc)
- alguns verbs de la segona conjugació formen el participi passat com a la tercera conjugació (escrit, cuit, etc)
- alguns verbs formen el participi passat en -os (clos, fos, etc)
- alguns verbs formen el participi passat en -às (romàs)
- alguns verbs formen el participi passat en -ost (post, repost, compost, correspost, etc)
- alguns verbs formen el participi passat en -olt (absolt, dissolt, molt, resolt, etc)

A les formes valencianes del català alguns participis passats difereixen de la irregularitat: complit, etc.

#### Perfet progressiu
Quan volem utilitzar el perfet d'indicatiu per expressar que una acció va començar en el passat recent i que continua encara desenvolupant-se en el moment present, fem servir el gerundi i un verb d'estat. En el cas del català, conjuguem en primer lloc el verb haver al Present de l'indicatiu i, després, el verb d'estat estar al participi passat i, finalment, conjuguem el verb d'acció en gerundi.
Jo + He + Estat + Cantant
(per.) + haver (present) + estar (participi) + verb (gerundi)
Vegem-ne alguns exemples:
- Tu has estat jugant
- Nosaltres hem estat vivint
- Ell ha estat corrent

#### Construcció amb adverbis
Quan volem donar més precisió sobre l'acció acabada podem afegir adverbis a la construcció del perfet.
Acaba d'arribar de Minsk. Ja he arribat de Minsk.
Els principals adverbis són:
- acabar de
- ja
- encara no

La construcció del perfet amb adverbis pot veure's alterada de forma que l'estructura s'adapta a l'adverbi que s'ha afegit. Vegem-ne alguns exemples:
- Ja has arribat?
- Encara no ha arribat!
- Acaba d'arribar.

Si, en canvi, volem esbrinar si l'interlocutor ha realitzat genèricament alguna acció, fem servir el Perfet amb altres formulacions adverbials (mai, algun cop, etc.) juntament o sense verb d'Estat.
- Ha estat mai a Islàndia?¹
- Has tastat mai els pasteis de Belém?
- Has estat algun cop a Dominica?
- Has estat alguna vegada al Sri Lanka?
- Has conegut algun cop la diversitat birmana?

¹L'ordre de les paraules no és rígid: Mai has estat a Islàndia?